# 기미
기미(己未)는 '육십간지' 중 56번째에 속하고, '기'는 황이므로, 이는 '노란 양'의 해에 속한다. 납음은 '천상화(天上火)'로 분류한다.

## 기미년
기미년(己未年)은 육십간지의 56번째 해이고, 이는 서력 연도를 60으로 나눠, 나머지가 59인 해가 해당된다.
| 기원전 제1천년기 | 제1천년기 | 제2천년기 | 제3천년기 |
| --- | --- | --- | --- |
| - 기원전 962년 - 기원전 902년 - 기원전 842년 - 기원전 782년 - 기원전 722년 - 기원전 662년 - 기원전 602년 - 기원전 542년 - 기원전 482년 - 기원전 422년 - 기원전 362년 - 기원전 302년 - 기원전 242년 - 기원전 182년 - 기원전 122년 - 기원전 62년 - 기원전 2년 | - 59년 - 119년 - 179년 - 239년 - 299년 - 359년 - 419년 - 479년 - 539년 - 599년 - 659년 - 719년 - 779년 - 839년 - 899년 - 959년 | - 1019년 - 1079년 - 1139년 - 1199년 - 1259년 - 1319년 - 1379년 - 1439년 - 1499년 - 1559년 - 1619년 - 1679년 - 1739년 - 1799년 - 1859년 - 1919년 - 1979년 | - 2039년 - 2099년 - 2159년 - 2219년 - 2279년 - 2339년 - 2399년 - 2459년 - 2519년 - 2579년 - 2639년 - 2699년 - 2759년 - 2819년 - 2879년 - 2939년 - 2999년 |

### 주요 사건
- 3·1 운동/기미독립운동(己未獨立運動, 1919년)
- 10.26 사건, 12.12 군사 반란(1979년)

## 기미일
기미일(己未日)은 일진이 기미인 날로, 육십간지의 56번째 날이다.
- 1981년 - 2월 10일, 4월 11일, 6월 10일, 8월 9일, 10월 8일, 12월 7일
- 1982년 - 2월 5일, 4월 6일, 6월 5일, 8월 4일, 10월 3일, 12월 2일
- 1983년 - 1월 31일, 4월 1일, 5월 31일, 7월 30일, 9월 28일, 11월 27일
- 1984년 - 1월 26일, 3월 26일, 5월 25일, 7월 24일, 9월 22일, 11월 21일
- 1985년 - 1월 20일, 3월 21일, 5월 20일, 7월 19일, 9월 17일, 11월 16일
- 1986년 - 1월 15일, 3월 16일, 5월 15일, 7월 14일, 9월 12일, 11월 11일
- 1987년 - 1월 10일, 3월 11일, 5월 10일, 7월 9일, 9월 7일, 11월 6일
- 1988년 - 1월 5일, 3월 5일, 5월 4일, 7월 3일, 9월 1일, 10월 31일, 12월 30일
- 1989년 - 2월 28일, 4월 29일, 6월 28일, 8월 27일, 10월 26일, 12월 25일
- 1990년 - 2월 23일, 4월 24일, 6월 23일, 8월 22일, 10월 21일, 12월 20일
- 1991년 - 2월 18일, 4월 19일, 6월 18일, 8월 17일, 10월 16일, 12월 15일
- 1992년 - 2월 13일, 4월 13일, 6월 12일, 8월 11일, 10월 10일, 12월 9일
- 1993년 - 2월 7일, 4월 8일, 6월 7일, 8월 6일, 10월 5일, 12월 4일
- 1994년 - 2월 2일, 4월 3일, 6월 2일, 8월 1일, 9월 30일, 11월 29일
- 1995년 - 1월 28일, 3월 29일, 5월 28일, 7월 27일, 9월 25일, 11월 24일
- 1996년 - 1월 23일, 3월 23일, 5월 22일, 7월 21일, 9월 19일, 11월 18일
- 1997년 - 1월 17일, 3월 18일, 5월 17일, 7월 16일, 9월 14일, 11월 13일
- 1998년 - 1월 12일, 3월 13일, 5월 12일, 7월 11일, 9월 9일, 11월 8일
- 1999년 - 1월 7일, 3월 8일, 5월 7일, 7월 6일, 9월 4일, 11월 3일
- 2000년 - 1월 2일, 3월 2일, 5월 1일, 6월 30일, 8월 29일, 10월 28일, 12월 27일
- 2001년 - 2월 25일, 4월 26일, 6월 25일, 8월 24일, 10월 23일, 12월 22일
- 2002년 - 2월 20일, 4월 21일, 6월 20일, 8월 19일, 10월 18일, 12월 17일
- 2003년 - 2월 15일, 4월 16일, 6월 15일, 8월 14일, 10월 13일, 12월 12일
- 2004년 - 2월 10일, 4월 10일, 6월 9일, 8월 8일, 10월 7일, 12월 6일
- 2005년 - 2월 4일, 4월 5일, 6월 4일, 8월 3일, 10월 2일, 12월 1일
- 2006년 - 1월 30일, 3월 31일, 5월 30일, 7월 29일, 9월 27일, 11월 26일
- 2007년 - 1월 25일, 3월 26일, 5월 25일, 7월 24일, 9월 22일, 11월 21일
- 2008년 - 1월 20일, 3월 20일, 5월 19일, 7월 18일, 9월 16일, 11월 15일
- 2009년 - 1월 14일, 3월 15일, 5월 14일, 7월 13일, 9월 11일, 11월 10일
- 2010년 - 1월 9일, 3월 10일, 5월 9일, 7월 8일, 9월 6일, 11월 5일
- 2011년 - 1월 4일, 3월 5일, 5월 4일, 7월 3일, 9월 1일, 10월 31일, 12월 30일
- 2012년 - 2월 28일, 4월 28일, 6월 27일, 8월 26일, 10월 25일, 12월 24일
- 2013년 - 2월 22일, 4월 23일, 6월 22일, 8월 21일, 10월 20일, 12월 19일
- 2014년 - 2월 17일, 4월 18일, 6월 17일, 8월 16일, 10월 15일, 12월 14일
- 2015년 - 2월 12일, 4월 13일, 6월 12일, 8월 11일, 10월 10일, 12월 9일
- 2016년 - 2월 7일, 4월 7일, 6월 6일, 8월 5일, 10월 4일, 12월 3일
- 2017년 - 2월 1일, 4월 2일, 6월 1일, 7월 31일, 9월 29일, 11월 28일
- 2018년 - 1월 27일, 3월 28일, 5월 27일, 7월 26일, 9월 24일, 11월 23일
- 2019년 - 1월 22일, 3월 23일, 5월 22일, 7월 21일, 9월 19일, 11월 18일
- 2020년 - 1월 17일, 3월 17일, 5월 16일, 7월 15일, 9월 13일, 11월 12일
- 2021년 - 1월 11일, 3월 12일, 5월 11일, 7월 10일, 9월 8일, 11월 7일
- 2022년 - 1월 6일, 3월 7일, 5월 6일, 7월 5일, 9월 3일, 11월 2일
- 2023년 - 1월 1일, 3월 2일, 5월 1일, 6월 30일, 8월 29일, 10월 28일, 12월 27일
- 2024년 - 2월 25일, 4월 25일, 6월 24일, 8월 23일, 10월 22일, 12월 21일
- 2025년 - 2월 19일, 4월 20일, 6월 19일, 8월 18일, 10월 17일, 12월 16일
- 2026년 - 2월 14일, 4월 15일, 6월 14일, 8월 13일, 10월 12일, 12월 11일
- 2027년 - 2월 9일, 4월 10일, 6월 9일, 8월 8일, 10월 7일, 12월 6일
- 2028년 - 2월 4일, 4월 4일, 6월 3일, 8월 2일, 10월 1일, 11월 30일
- 2029년 - 1월 29일, 3월 30일, 5월 29일, 7월 28일, 9월 26일, 11월 25일
- 2030년 - 1월 24일, 3월 25일, 5월 24일, 7월 23일, 9월 21일, 11월 20일
- 2031년 - 1월 19일, 3월 20일, 5월 19일, 7월 18일, 9월 16일, 11월 15일
- 2032년 - 1월 14일, 3월 14일, 5월 13일, 7월 12일, 9월 10일, 11월 9일
- 2033년 - 1월 8일, 3월 9일, 5월 8일, 7월 7일, 9월 5일, 11월 4일
- 2034년 - 1월 3일, 3월 4일, 5월 3일, 7월 2일, 8월 31일, 10월 30일, 12월 29일
- 2035년 - 2월 27일, 4월 28일, 6월 27일, 8월 26일, 10월 25일, 12월 24일
- 2036년 - 2월 22일, 4월 22일, 6월 21일, 8월 20일, 10월 19일, 12월 18일
- 2037년 - 2월 16일, 4월 17일, 6월 16일, 8월 15일, 10월 14일, 12월 13일
- 2038년 - 2월 11일, 4월 12일, 6월 11일, 8월 10일, 10월 9일, 12월 8일
- 2039년 - 2월 6일, 4월 7일, 6월 6일, 8월 5일, 10월 4일, 12월 3일
- 2040년 - 2월 1일, 4월 1일, 5월 31일, 7월 30일, 9월 28일, 11월 27일
- 2041년 - 1월 26일, 3월 27일, 5월 26일, 7월 25일, 9월 23일, 11월 22일
- 2042년 - 1월 21일, 3월 22일, 5월 21일, 7월 20일, 9월 18일, 11월 17일
- 2043년 - 1월 16일, 3월 17일, 5월 16일, 7월 15일, 9월 13일, 11월 12일
- 2044년 - 1월 11일, 3월 11일, 5월 10일, 7월 9일, 9월 7일, 11월 6일
- 2045년 - 1월 5일, 3월 6일, 5월 5일, 7월 4일, 9월 2일, 11월 1일, 12월 31일
- 2046년 - 3월 1일, 4월 30일, 6월 29일, 8월 28일, 10월 27일, 12월 26일
- 2047년 - 2월 24일, 4월 25일, 6월 24일, 8월 23일, 10월 22일, 12월 21일
- 2048년 - 2월 19일, 4월 19일, 6월 18일, 8월 17일, 10월 16일, 12월 15일
- 2049년 - 2월 13일, 4월 14일, 6월 13일, 8월 12일, 10월 11일, 12월 10일
- 2050년 - 2월 8일, 4월 9일, 6월 8일, 8월 7일, 10월 6일, 12월 5일
- 2051년 - 2월 3일, 4월 4일, 6월 3일, 8월 2일, 10월 1일, 11월 30일
- 2052년 - 1월 29일, 3월 29일, 5월 28일, 7월 27일, 9월 25일, 11월 24일
- 2053년 - 1월 23일, 3월 24일, 5월 23일, 7월 22일, 9월 20일, 11월 19일
- 2054년 - 1월 18일, 3월 19일, 5월 18일, 7월 17일, 9월 15일, 11월 14일
- 2055년 - 1월 13일, 3월 14일, 5월 13일, 7월 12일, 9월 10일, 11월 9일
- 2056년 - 1월 8일, 3월 8일, 5월 7일, 7월 6일, 9월 4일, 11월 3일
- 2057년 - 1월 2일, 3월 3일, 5월 2일, 7월 1일, 8월 30일, 10월 29일, 12월 28일
- 2058년 - 2월 26일, 4월 27일, 6월 26일, 8월 25일, 10월 24일, 12월 23일